# Psilostrophe cooperi
Espèce
Psilostrophe cooperi est une espèce de plantes à fleurs de la famille des Asteraceae.

## Description morphologique

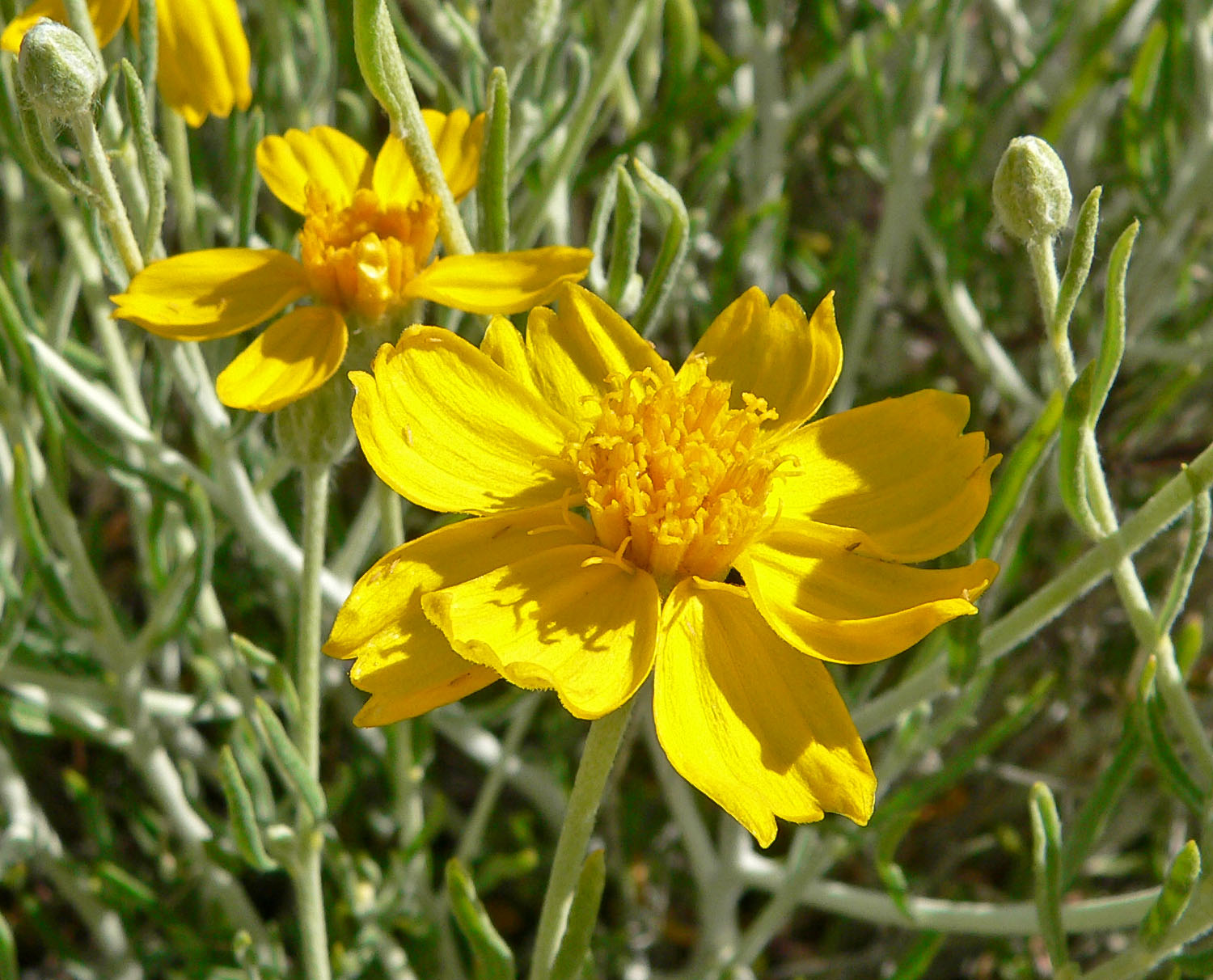
détail d'un capitule de Psilostrophe cooperi.

### Appareil végétatif
Cette plante forme de petites touffes de tiges feuillées, velues à la base, ramifiées, de 10 à 50 cm de hauteur. Les feuilles, très étroites, mesurent de 2,5 à 6,5 cm de long.

### Appareil reproducteur
La floraison a lieu entre avril et octobre.
L'inflorescence est un capitule jaune, généralement isolé au sommet de chaque rameau. Chaque capitule mesure entre 1,3 et 2,5 cm de diamètre. Il présente des fleurons ligulés très larges s'achevant par 3 dents peu profondes et entourant un centre constitué de fleurons tubulaires. Les fleurons ligulés sont marcescents et deviennent secs et parcheminés, ce qui a conféré à l'espèce le nom en anglais "paperflower".
Le fruit est un akène comportant plusieurs écailles pointues à son sommet.

## Répartition et habitat
Cette espèce vit dans le sud-ouest des États-Unis et au Mexique. Sa limite nord va de la Californie au Nouveau-Mexique, en passant par l'Utah.
Elle pousse dans les déserts et plaines arides.

## Rôle écologique
Comme d'autres espèces du genre Psilostrophe, cette espèce est toxique pour les mammifères herbivores et n'est généralement pas pâturée.